# Championnats du Japon de VTT
Les championnats du Japon de vélo tout terrain sont des compétitions ouvertes aux coureurs de nationalité japonaise.

## Palmarès masculin

### Cross-country
| Année | Or                 | Argent             | Bronze             |
| ----- | ------------------ | ------------------ | ------------------ |
| 2001  | Takanori Yamaguchi | Kenji Takeya       | Hiroshi Irokawa    |
| 2002  | Raita Suzuki       | Takanori Yamaguchi | Shinobu Noguchi    |
| 2003  | Kenji Takeya       | Shinobu Noguchi    | Raita Suzuki       |
| 2004  | Shinobu Noguchi    | Kenji Takeya       | Hiroshi Irokawa    |
| 2005  | Raita Suzuki       | Takanori Yamaguchi | Shinobu Noguchi    |
| 2006  | Kenji Takeya       | Shinobu Noguchi    | Kyosuke Takei      |
| 2007  | Kenji Takeya       | Kazuhiro Yamamoto  | Naotaka Senda      |
| 2008  | Kohei Yamamoto     | Keiichi Tsujiura   | Naotaka Senda      |
| 2009  | Kohei Yamamoto     | Kenji Takeya       | Kyosuke Takei      |
| 2010  | Kohei Yamamoto     | Seiya Hirano       | Shun Matsumoto     |
| 2011  | Kohei Yamamoto     | Seiya Hirano       | Ken Onodera        |
| 2012  | Kohei Yamamoto     | Kazuhiro Yamamoto  | Ryo Saito          |
| 2013  | Kohei Yamamoto     | Ryo Saito          | Ken Onodera        |
| 2014  | Kyosuke Takei      | Kohei Yamamoto     | Ryo Saito          |
| 2015  | Kohei Yamamoto     | Kyosuke Takei      | Ryo Saito          |
| 2016  | Kohei Yamamoto     | Seiya Hirano       | Yoshitaka Nakahara |
| 2017  | Kohei Yamamoto     | Yuichi Onda        | Kohei Maeda        |

### Descente
| Année | Or                | Argent           | Bronze            |
| ----- | ----------------- | ---------------- | ----------------- |
| 2001  | Kenichi Nabeshima | Masashi Takemoto | Ryo Uchijima      |
| 2002  | Ryo Uchijima      | Naoki Idegawa    | Masashi Takemoto  |
| 2003  | Reiji Oshima      | Masashi Takemoto | Tadashi Takahashi |
| 2004  | Yasushi Adachi    | Ryo Uchijima     | Hiroki Maruyama   |
| 2005  | Ryo Uchijima      | Naoki Idegawa    | Yasushi Adachi    |
| 2006  | Naoki Idegawa     | Ryo Uchijima     | Koji Shibata      |
| 2007  | Ryo Uchijima      | Yasushi Adachi   | Naoki Idegawa     |
| 2008  | Yasushi Adachi    | Kenji Mukaihara  | Naoki Idegawa     |
| 2009  | Kenji Mukaihara   | Shingo Kaneko    | Naoki Idegawa     |
| 2010  | Yasushi Adachi    | Junya Nagata     | Takuya Aoki       |
| 2011  | Kazuki Shimizu    | Naoki Idegawa    | Takuya Aoki       |
| 2012  | Kazuki Shimizu    | Takuya Aoki      | Yuki Kushima      |
| 2013  | Naoki Idegawa     | Yoshiaki Asano   | Junya Nagata      |
| 2014  | Yasushi Adachi    | Junya Nagata     | Yuki Kushima      |
| 2015  | Junya Nagata      | Hajime Imoto     | Naoki Idegawa     |
| 2016  | Yuki Kushima      | Kazuki Shimizu   | Masaki Kato       |
| 2017  | Hajime Imoto      | Kazuki Shimizu   | Yusuke Ioka       |

## Palmarès féminin

### Cross-country
| Année | Or               | Argent           | Bronze           |
| ----- | ---------------- | ---------------- | ---------------- |
| 2001  | Hiroko Nambu     | Yukari Nakagome  | Hiroyo NAkaguchi |
| 2002  | Hiroko Nambu     | Kanako Komatsu   | Masami Mashita   |
| 2003  | Yukari Nakagome  | Masami Mashita   | Idumi Takahashi  |
| 2004  | Rie Katayama     | Ikumi Tajika     | Yukari Nakagome  |
| 2005  | Rie Katayama     | Yukari Nakagome  | Masami Mashita   |
| 2006  | Rie Katayama     | Mitsumi Yazawa   | Ikumi Tajika     |
| 2007  | Rie Katayama     | Mitsumi Yazawa   | Yukari Nakagome  |
| 2008  | Rie Katayama     | Yukari Nakagome  | Ikumi Tajika     |
| 2009  | Rie Katayama     | Yukari Nakagome  | Mitsumi Yazawa   |
| 2010  | Rie Katayama     | Yukari Nakagome  | Mitsumi Yazawa   |
| 2011  | Rie Katayama     | Yukari Nakagome  | Mitsumi Yazawa   |
| 2012  | Rie Katayama     | Yukari Nakagome  | Ikumi Tajika     |
| 2013  | Yukari Nakagome  | Mio Suemasa      | Kanako Tanikawa  |
| 2014  | Eri Yonamine     | Yukari Nakagome  | Mio Suemasa      |
| 2015  | Mio Suemasa      | Kanako Kobayashi | Eri Yonamine     |
| 2016  | Mio Suemasa      | Waka Takeda      | Kanako Kobayashi |
| 2017  | Kanako Kobayashi | Miho Imai        | Yoko Hashiguchi  |

### Descente
| Année | Or                | Argent          | Bronze          |
| ----- | ----------------- | --------------- | --------------- |
| 2001  | Mio Suemasa       | Hiroko Inomata  | Kyoko Ikeda     |
| 2002  | Mio Suemasa       | Mami Masuda     | Hiroko Inomata  |
| 2003  | Mio Suemasa       | Mami Masuda     | Hiroko Inomata  |
| 2004  | Mio Suemasa       | Hiroko Inomata  | Miho Kamoshita  |
| 2005  | Mio Suemasa       | Hiroko Inomata  | Tomoko Iizuka   |
| 2006  | Mio Suemasa       | Tomoko Iizuka   | Kyoko Ikeda     |
| 2007  | Mio Suemasa       | Momoe Sato      | Hiroka Nakagawa |
| 2008  | Mio Suemasa       | Tomoko Iizuka   | Hiroka Nakagawa |
| 2009  | Mio Suemasa       | Tomoko Iizuka   | Keiko Tomita    |
| 2010  | Mio Suemasa       | Mika Nakamura   | Tomoko Iizuka   |
| 2011  | Mio Suemasa       | Mika Nakamura   | Hiroka Nakagawa |
| 2012  | Mio Suemasa       | Hiroka Nakagawa | Ryoko Hattori   |
| 2013  | Mio Suemasa       | Ayako Nakagawa  | Hiroka Nakagawa |
| 2014  | Mio Suemasa       | Akane Kushima   | Ayako Nakagawa  |
| 2015  | Mio Suemasa       | Hiroka Nakagawa | Akane Kushima   |
| 2016  | Mio Suemasa       | Hiroka Nakagawa | Keiko Tomita    |
| 2017  | Chikako Yoshikawa | Hiroka Nakagawa | Keiko Tomita    |